# Reich Ignác

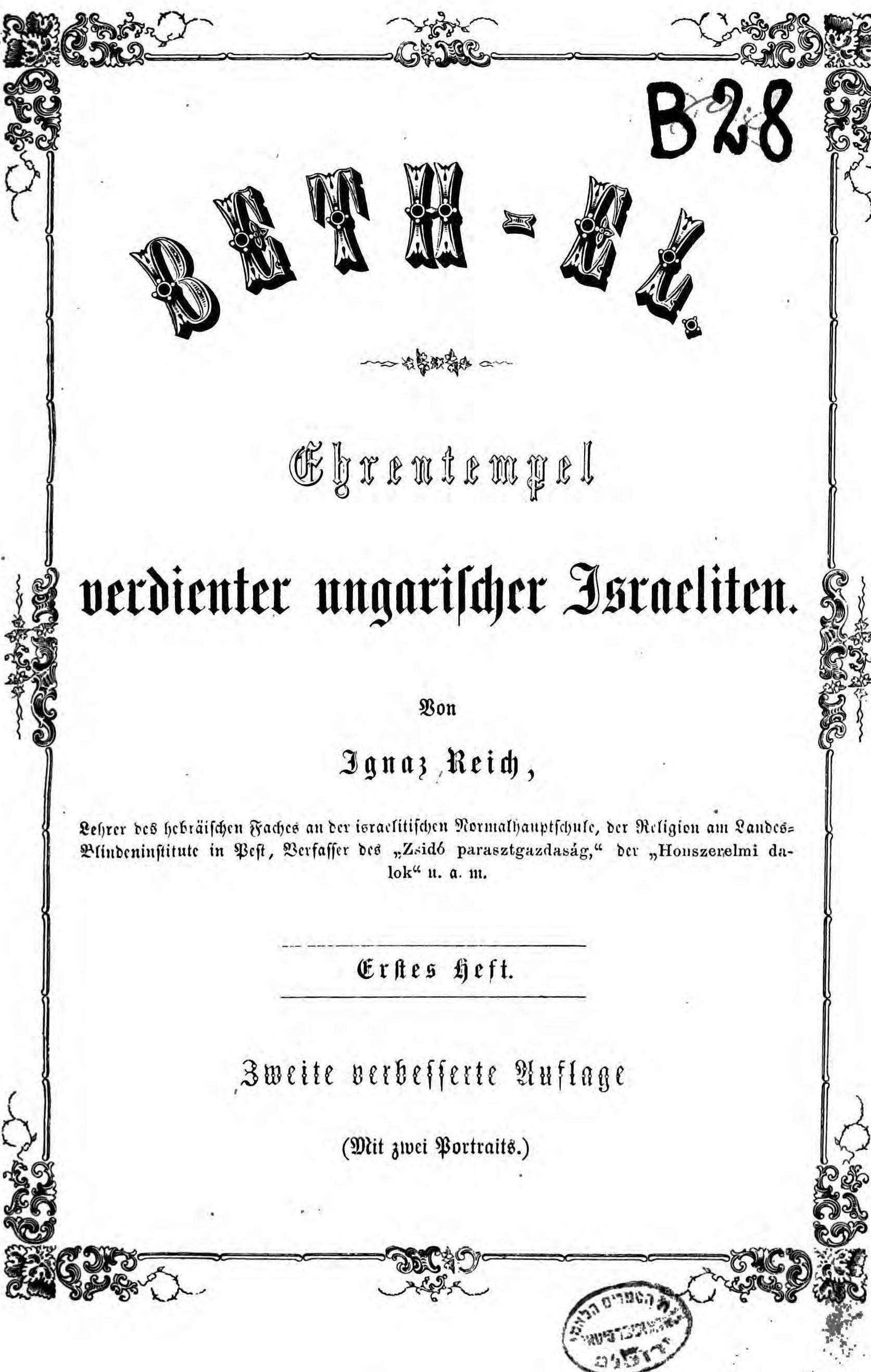
Reich Ignác könyve. BETH-EL. A Becsület Temploma, az arra érdemes magyar izraeliták. Német nyelven. II. kötet. 1868.

Reich Ignác (Zsámbék, 1821 – Budapest, 1887. április 18.) író, költő, tanár, műfordító. 

## Élete
Zsámbékon született, ahol apja az izraelita hitközség jegyzője volt. Tanulmányait Zsámbékon kezdte, ahol a Bibliát és a Talmudot tanulta, majd Nagyváradra ment. Előbb a város elemi iskolájába járt, ahol Salamon nevű bátyja oktatta magyar és német nyelvre, utóbb a gimnáziumba. 1842-ben Pestre költözött, hogy tovább képezze magát, de anyagi nehézségei miatt felhagyott vele. Ekkorra már beszélte a magyar, német, francia, héber és latin nyelveket. 
1848-ig pesti zsidó családoknál nevelősködött, majd visszaköltözött Zsámbékra és angolt kezdett tanulni azzal a céllal, hogy kivándoroljon. 1850-ban azonban lehetőséget kapott a tanításra a Székesfehérvári Izraelita Hitközség iskolájában, ezért lemondott tervéről. 1851-től a Pesti Izraelita Hitközség iskolájában tanított, ahol ő alkalmazta először a magyar tanítási nyelvet a héber nyelvtan oktatásában. Kezdeményezte a Biblia héber nyelvű szövegének magyarra fordítását. 
Az 1880-as évek elején nyugalomba vonult. A magyarországi izraelita felekezeti sajtóban német nyelvű cikkei jelentek meg. A magyar Himnuszt héberre fordította, de saját maga is írt költeményeket.

## Főbb művei
- Honszerelmi dalok (Buda, 1848)
- Beth El. Ehrentempel verdienter ungarischen Izraeliten (német nyelvű életrajzgyűjtemény I – V., Pest, 1856–1878)
- Beth-Lechem. Jahrbuch zur Beförderung des Ackerbaues, des Handwerks und der Industrie unter den Israeliten Ungarns (Budapest, 1872–1873., két évfolyam)
- Házi szertartás a két első Peszach-éjjelre. A héber szöveg után magyarította. Budapest, 1878. (2. kiadás. Budapest, 1882)
- Mózes első könyve, a héber eredetiből fordította, iskolai és magánhasználatra (Budapest, 1879)

## Írásai
Programm der Pester israelitsche Haupt- und Unterrealschule für das Schuljahr
- Geschichtliche Skizzen der israelitischen Haupt- und Unterrealschule (1856)

Ben-Chananjában
- Moritz Horschetzky, Biogr. Skizze (Szeged, III. 1860)

Beth Lechemben
- Der Ackerbau bei den Hebräern (Pest, I. 1871)
- Einen Monat in der altjüdischen Metropole (Pest, II. 1874)

Magyar Izraelitában
- Irodalmi Kravalok című humorisztikus cikksorozat (1861–1864)
- Bocherl (talmudtanuló) elbeszélés

Winter-féle Évkönyvben
- Der jüdische Handelslehrling

Izraelita Közlönyben
- Das Armenwesen der alten Hebräer (cikksorozat)

Ungarische Jüdische Wochenschriftben
- Keber Avot (cikksorozat)